# Angelo Cino
Angelo Cino (Bevagna, cerca de 1340/1350 – Pisa, 21 de junho de 1412) foi um cardeal italiano da Igreja Católica, que foi vice-chanceler apostólico.

## Biografia
Era licenciado em direito canônico.
Foi eleito bispo de Macerata e Recanati em 20 de julho de 1385, mas não há informações sobre sua ordenação episcopal. Foi nomeado coletor apostólico em Marca Anconitana em 21 de fevereiro de 1387.
Foi criado cardeal pelo Papa Gregório XII no Consistório em 19 de setembro de 1408, recebendo o título de cardeal-presbítero de Santo Estêvão no Monte Celio. Neste mesmo ano, foi nomeado como vice-chanceler apostólico.
Morreu em 21 de junho de 1412, em Pisa.